# 양성애 혐오

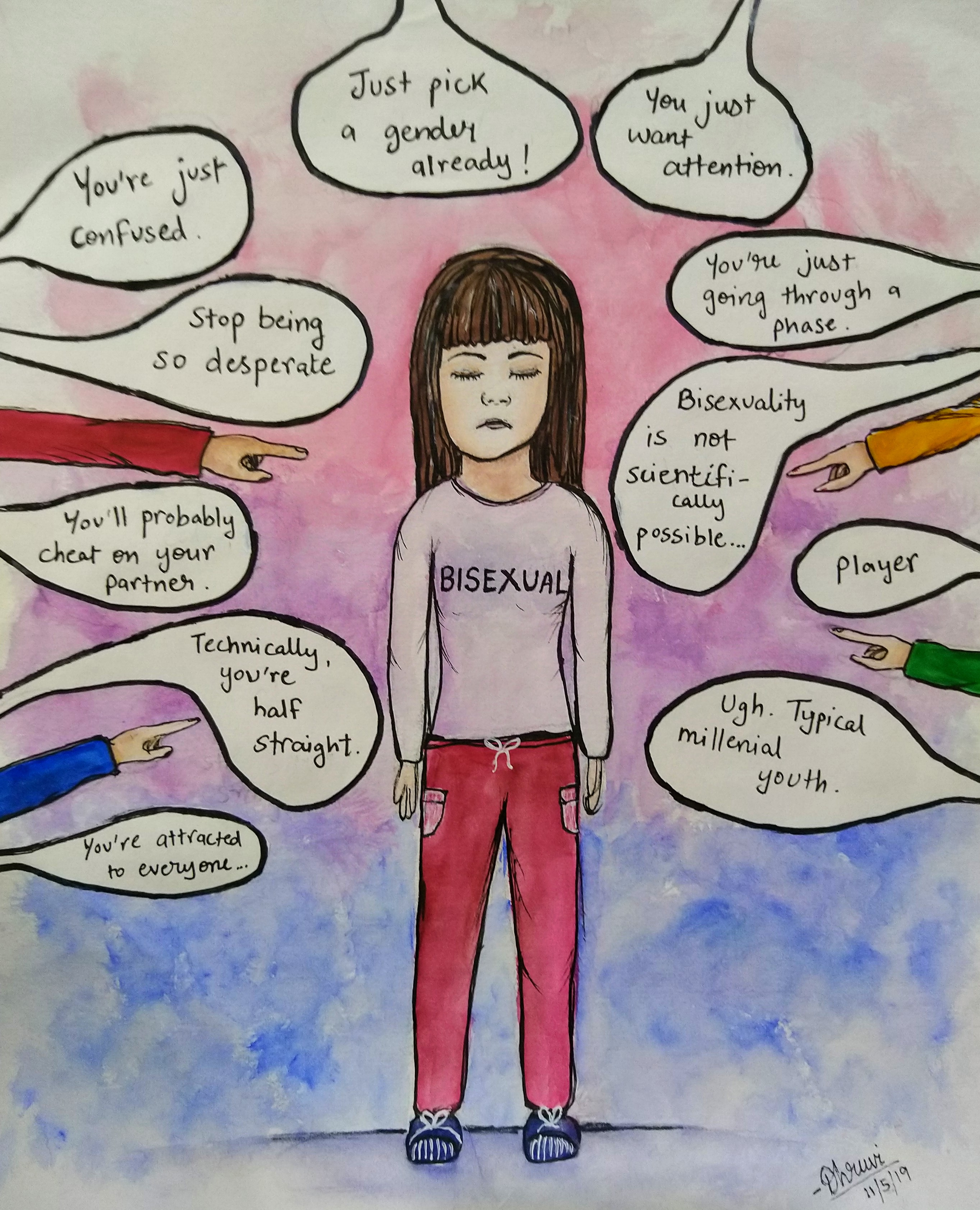

양성애 혐오 또는 바이포비아(biphobia)는 양성애 또는 양성애자에게 갖는 비이성적인 혐오, 공포 등 부정적인 감정 또는 편견, 차별 행위를 말한다.

## 같이 보기
- 동성애 혐오